# Cyprus International 1997
Die Cyprus International 1997 im Badminton fanden vom 24. bis zum 26. Oktober 1997 in Nikosia statt.

## Sieger und Platzierte
| Disziplin    | Gold                              | Silber                     | Bronze                             |
| ------------ | --------------------------------- | -------------------------- | ---------------------------------- |
| Herreneinzel | Todor Velkov                      | Leon Pougatch              | Paz Ben-Sira                       |
| Herreneinzel | Todor Velkov                      | Leon Pougatch              | Vasilios Velkos                    |
| Dameneinzel  | Svetlana Zilberman                | Diana Knekna               | Elena Iasonos                      |
| Dameneinzel  | Svetlana Zilberman                | Diana Knekna               | Bettina Menczel                    |
| Herrendoppel | Paz Ben-Sira Daniel Schneidman    | Lars Petersen Bo Wendel    | Antonis C. Lazarou Nicolas Pissis  |
| Herrendoppel | Paz Ben-Sira Daniel Schneidman    | Lars Petersen Bo Wendel    | Leon Pugach Nir Yusim              |
| Damendoppel  | Shirley Daniel Svetlana Zilberman | Elena Iasonos Diana Knekna | Maria Ioannou Evi Kyprianou        |
| Damendoppel  | Shirley Daniel Svetlana Zilberman | Elena Iasonos Diana Knekna | Karin Knudsen Nina Messman         |
| Mixed        | Leon Pugach Svetlana Zilberman    | Peter Jensen Karin Knudsen | Vasilios Velkos Chrisa Georgali    |
| Mixed        | Leon Pugach Svetlana Zilberman    | Peter Jensen Karin Knudsen | Antonis C. Lazarou Bettina Menczel |